# Nellie Eriksen Yasseri
Nellie Eriksen Yasseri, född 23 november 2006 i Sandviken, Sverige, är en svensk fotbollsspelare som spelar för AIK.

## Karriär
Nellie Eriksen Yasseri inledde sin fotbollskarriär i moderklubben Sandvikens IF. Där spelade hon som junior mellan 6 och 15 års ålder. Vid 16 års ålder gick flytten till Solna för att gå på fotbollsgymnasiet. Hon han dock med 8 seniormatcher i Sandviken innan flytten gick till Stockholm och Solna. Tävlingsdebuten blev i Svenska Cupen mot IF Team Hudik där Nellie var med i startelvan när Sandvikens IF vann med 5-2. Efter Sandviken blev det spel i AIKs F17 och F19-lag, där Nellie var med och vann SM-guld med F19-laget 2024. Seniordebuten i AIK kom hösten 2024, även det i kvalet till Svenska Cupen. Nellie kom in i matchminut 83 och var med och vände matchen med sitt 2-1 mål. Matchen slutade 3-1 och AIK tog sig vidare till Svenska Cupens gruppspel. Inför säsongen 2025 meddelade AIK att klubben och Eriksen Yasseri kommit överens om ett seniorkontrakt över säsongen 2027.